# Manchuela Conquense
La Manchuela Conquense és una subcomarca de la província de Conca que té 32 municipis. Forma la comarca de la Manchuela juntament amb municipis de la província d'Albacete. Els municipis de Conca estan situats en els partits judicials de Motilla del Palancar i San Clemente i formen una mancomunitat anomenada ADIMAN (Asociación de Desarrollo Integral de la Manchuela Conquense), que té la seu a Casasimarro.

## Situació
La Manchuela Conquense es troba al sud-eest de la província. Limita al nord amb les comarques de Serranía Media-Campichuelo i Serranía Baja, a l'oest amb La Mancha de Cuenca, a l'est amb la comarca de Requena-Utiel i al sud amb la Manchuela albaceteña. Per la comarca hi passa el riu Xúquer i les autovies A-3 i A-31.

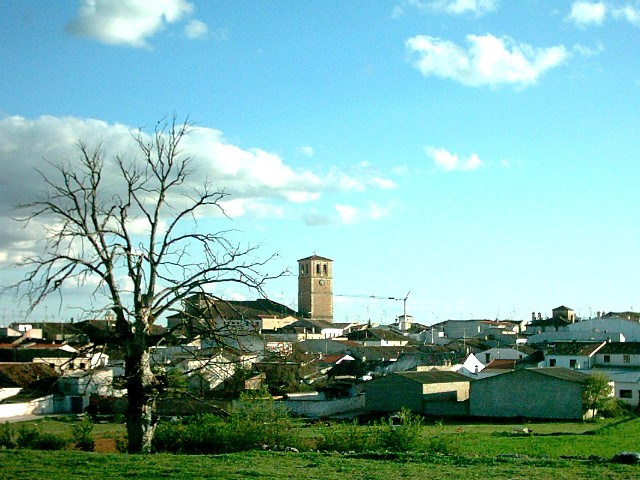
Vista general de Campillo de Altobuey

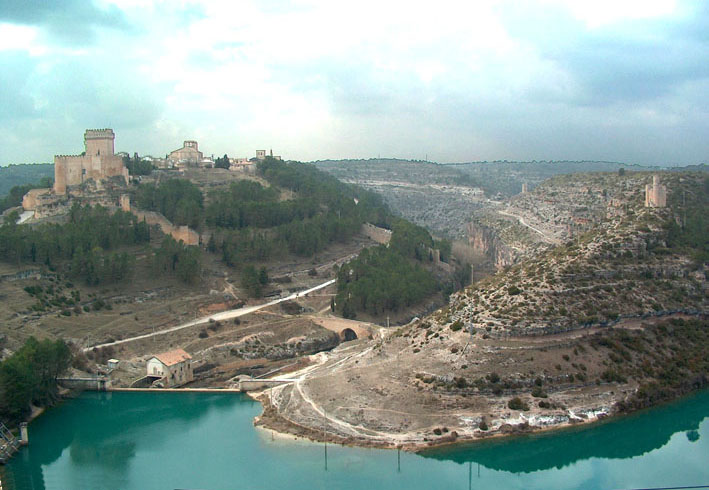
Vista general d'Alarcón

## Població
La Manchuela Conquense té una població de 41.279 habitants.

## Municipis
Alarcón, Almodóvar del Pinar, Buenache de Alarcón, Campillo de Altobuey, Casasimarro, Casas de Benítez, Casas de Guijarro, Castillejo de Iniesta, Enguídanos, Gabaldón, Graja de Iniesta, Hontecillas, Iniesta, Ledaña, Minglanilla, Motilla del Palancar, Olmedilla de Alarcón, Paracuellos, El Peral, La Pesquera, El Picazo, Pozoamargo, Pozorrubielos de la Mancha, Puebla del Salvador, Quintanar del Rey, Sisante, Tébar, Valhermoso de la Fuente, Valverdejo, Villagarcía del Llano, Villalpardo, Villanueva de la Jara i Villarta.